# مقاطعة فسترنورلاند
مقاطعة فسترنورلاند (بالسويدية: Västernorrland County) هي محافظات السويد تقع في السويد في السويد.[بحاجة لمصدر] يقدر عدد سكانها ب242،347 نسمة ومساحتها 21,683.8 كم2 .

## أعلام
- هيلغا توماس
- رولاند نيلسون